# Port Moresby Stock Exchange
Port Moresby Stock Exchange ist die größte Börse in Papua-Neuguinea. Sie befindet sich in Port Moresby und wurde 1999 gegründet. Ihr Name wird mit "POMSoX" abgekürzt.
POMSoX ist mit seinen Geschäftsbedingungen sehr nahe verwandt mit der Australian Stock Exchange.
Ende 2009 waren, bei einem Gesamtumsatz von 75 Millionen Kina, was etwa 20 Millionen Euro (Stand November 2010) entspricht, 20 Unternehmen an dieser Börse gelistet. Das mit der größten Marktkapitalisierung gelistete Unternehmen ist die international aufgestellte Oil Search mit Sitz in Port Moresby, der Hauptstadt des Landes. 

## Geschichte
Die Regierung Papua-Neuguineas beschloss 1994 eine eigene Börse zu gründen. Die Finanzierung des Unternehmens wurde der staatlichen Zentralbank, der Bank of Papua New Guinea 1996 übertragen. Nachdem 1997 der rechtliche Rahmen durch den Companies and Securities Act geschaffen worden war, wurde der Börsenbetrieb am 28. April 1999 aufgenommen.

## Mitgliedschaften
Sie ist Teil der:
- Sustainable Stock Exchanges Initiative